# Bunsbeek
Bunsbeek is een deelgemeente en dorp in de Belgische provincie Vlaams-Brabant. De deelgemeente behoort tot de gemeente Glabbeek. Bunsbeek was een zelfstandige gemeente tot aan de gemeentelijke herindeling van 1977. Het dorp is de hoofdplaats en tevens grootste plaats van de deelgemeente.

## Toponymie
De huidige naam Bunsbeek is voorafgegaan door onder andere Bunsbecce uit 1125, Bunesbeck uit 1178 en Bunesbecke uit 1198. De naam is een samentrekking van het woord Buns of Bunes en het woord beek. De oorsprong van Buns is onzeker, verklaringen zijn onder andere de beek van Buna of van Buno.

## Geschiedenis

### Oudste geschiedenis
Het grondgebied van Bunsbeek maakte vroeger deel uit van het graafschap Brunengeruz maar werd in 1014 aan het bezit van de graven van Leuven toegevoegd. Bunsbeek was toen veel groter dan vandaag want ook Sint-Margriete-Houtem en Sint-Martens-Vissenaken maakten er deel van uit.
De oudste kernen van het historische Bunsbeek zijn Sint-Martens-Vissenaken en het gehucht Pepinusfort. De naam ‘Vissenaken’ komt mogelijk van Fassiniacas, dit is de Germaanse persoonsnaam Fasso + het achtervoegsel iniacas. Voor streekhistoricus P.V. Bets stond het vast dat Vissenaken in de zevende eeuw al een parochie was omdat de heilige Hymelinus er in de pastorij stierf in 631.
Pepinusfort is een verbastering van ‘Pepinusvoort’ of in het Latijn ‘Pepini vadum’, wat betekent: ‘doortocht van Pepinus over een beek’. Een bevestiging vindt men bij Gillis van Orval, die in de dertiende eeuw de grenspalen van het graafschap Brunengeruz als volgt beschreef: ‘Dit graafschap gaat van Pepinusvaart tot aan de brug van Grimde’.
De oudste oorkonde waarin de naam Bunsbeek (Buusbeek, Boensbeek) voorkomt dateert van 1178. In 1440 waren de rechten van de heerlijkheid Bunsbeek verdeeld over vier personen die samen de Bunsbeekse schepenen benoemden: Hendrik van Oyenbrugge heer van Bunsbeek , Wouter Pypenpoy heer van Oplinter, Vrancken Oliviers heer van Sint-Martens-Vissenaken en de abt van Heylissem.

### Oorlogen en rampen

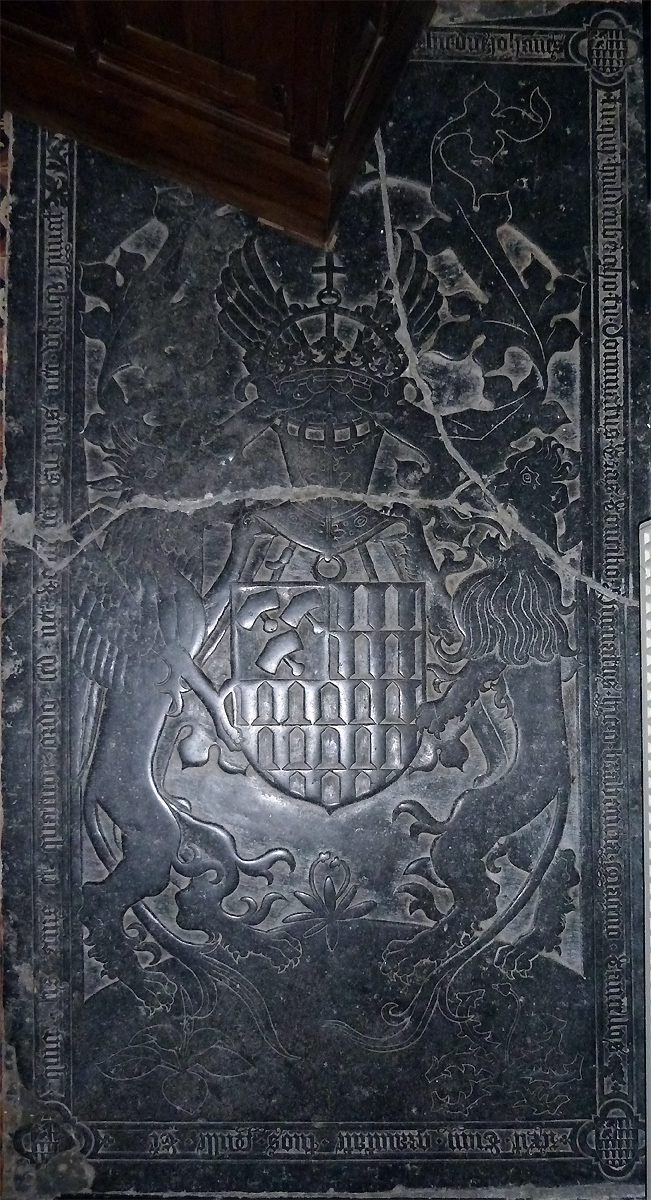
Grafsteen van Ridder Jan, kanselier van Brabant, Baron van Hauthem, in de kerk van Sint-Margriete-Houtem

Dankzij Ridder Jan, baron van Hauthem, ontsnapte Bunsbeek in 1489 aan de Keizerlijke troepen die Tienen en de meeste omliggende dorpen plunderden en verwoestten. Keizer Maximiliaan I had Hauthem pas twee jaar vroeger tot baronij verheven en de rechten persoonlijk aan Ridder Jan geschonken. De keizerlijke bevelhebbers mochten 's keizers geschenk niet vernietigen en spaarden daarom Sint-Margriete-Houtem en Bunsbeek.
Helaas, in 1576 kregen de Bunsbeekse heerlijkheden het des te erger te verduren tijdens de bloedige veldslag te Sint-Martens-Vissenaken (14 september) tussen Spanjaarden en een leger van Staatse soldaten. Het dorp werd letterlijk van de kaart geveegd. Waarschijnlijk ging toen ook het kasteel van de heren van Bunsbeek tegen de vlakte (waar het stond is niet geweten). Alle inwoners moesten vluchten en pas in 1587 begonnen ze naar hun dorp terug te komen.
Gedurende de volgende 200 jaren bleven oorlogen en rampen elkaar opvolgen. In 1605 werden de Bunsbekenaren door soldaten uit hun huizen verdreven. In 1635 moest Bunsbeek baldadigheden van de Hollandse en Franse troepen ondergaan nadat die Tienen al hadden geplunderd en in de as gelegd. In 1658 trokken Duitse soldaten moordend door het dorp. In 1747 en 1748 werd Bunsbeek gebrandschat voor de oorlogen van de Franse koning Lodewijk XV.
En dan waren er nog de natuurrampen: grote hagelschade in 1730, de strenge winter die in 1740 de veldgewassen grotendeels vernietigde, de overvloedige regens van 1758 die de oogst deden rotten.

### Nieuwe tijd
In 1796, na de afschaffing van de heerlijkheden, hoorden Sint-Martens-Vissenaken en Sint-Margriete-Houtem niet langer bij Bunsbeek.
In 1840 werd de provinciale steenweg van Tienen naar Diest aangelegd die het centrum van Bunsbeek in twee verdeelt.

#### Eerste Wereldoorlog
Aan het begin van de Eerste Wereldoorlog installeerde het Belgische 22ste Linieregiment twee voorposten in Bunsbeek. Een eerste in Boeslinter aan de Schaffelberg en een tweede aan de Velpebrug op de steenweg Tienen-Diest vlak bij de grens met Glabbeek. Toen de Duitse 1ste Armee op 18 augustus 1914 met het Gete-offensief in de namiddag de Belgische stellingen aan de Gete en de Demer aanviel, waren het infanteristen van IXde Armeekorps met artillerieondersteuning die de Belgen deden wijken. Op het grondgebied van Bunsbeek sneuvelden toen tientallen Belgische militairen en schoten de Duitsers drie burgers dood. In Boeslinter brandden zij verscheidene huizen af.

#### Tweede Wereldoorlog
De Tweede Wereldoorlog heeft voor Bunsbeek beperkte gevolgen gehad. In de Tweede Wereldoorlog stalen de Duitsers in 1944 de kerkklokken voor de productie van oorlogsmaterieel. Op de kerkmuur stond geschreven "Wie met de klokken schiet, wint den oorlog niet", een juiste voorspelling.

### Fusie
Bunsbeek was tot 1977 een zelfstandige gemeente. Op 1 januari fuseerden Bunsbeek, Attenrode-Wever, Glabbeek-Zuurbemde en Kapellen tot de fusiegemeente Glabbeek. Bij de fusie verloor Bunsbeek 142 ha doordat het gehucht Stok bij Kortenaken gevoegd werd en een ander deel naar de stad Tienen ging.

## Geografie
Het dorp wordt, net als de deelgemeente Glabbeek-Zuurbemde, in twee delen gesneden door de gewestweg N29 tussen Tienen en Diest. Komende uit de richting Tienen, verandert de naam van de weg in Bunsbeek van Diestsesteenweg naar Tiensesteenweg.

## Bezienswaardigheden

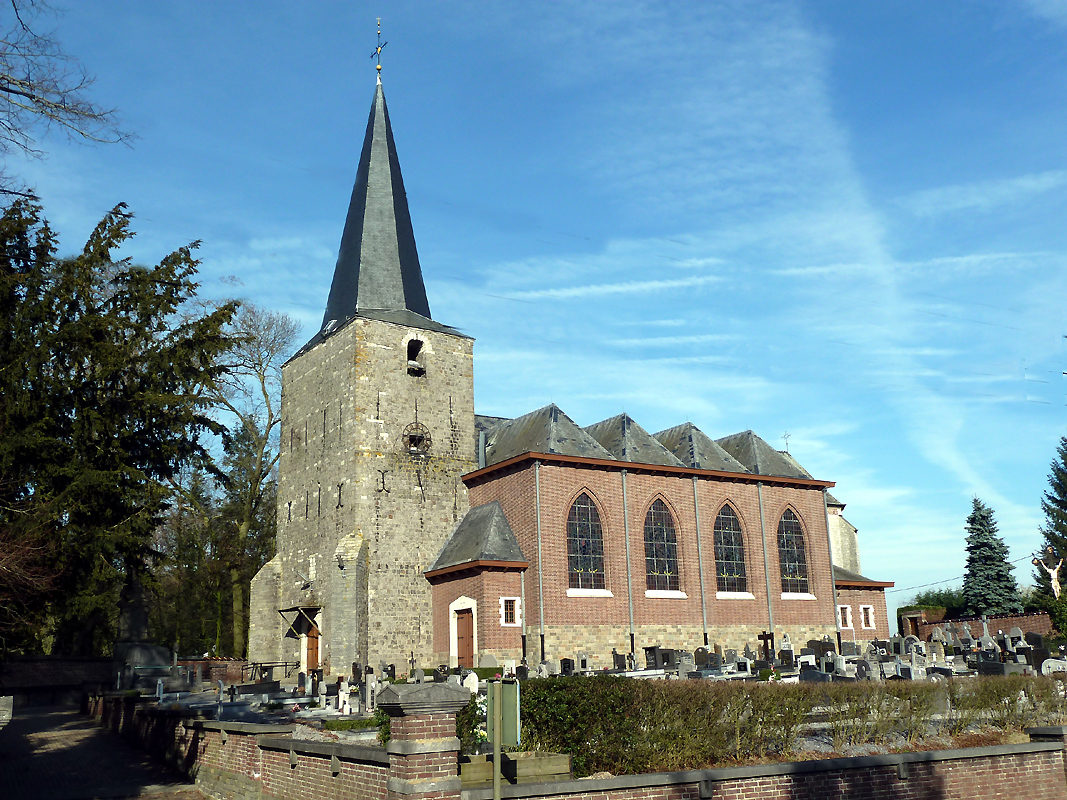
Sint-Quirinuskerk Bunsbeek

- De Sint-Quirinuskerk heeft een romaanse toren uit de 12de eeuw, een neoclassicistisch portaal uit de 18e eeuw en een laat-gotisch koor uit de 15e eeuw. Koor en apsis zijn met spitsbogen overwelfd. Het vroegere schip van de toen eenbeukigekerk had vier traveeën. Het werd, in neoclassicistische stijl, gebouwd in 1776-1777. Dit schip werd afgebroken, waarna twee zijbeuken werden bijgebouwd in 1950.
- De Sint-Quirinusbron is te bereiken via een klein voetpad aan de Diestsesteenweg. In 1748 schreef men 'Sint Quireyns borre', en in 1761 'Sint Quirinus borre'. In een nis boven de put staat een eenvoudig St.-Quirinusbeeldje. Met een glazen pint aan een koord gebonden kan men er water scheppen. Men gaat er op “beeweg” (bedevaart) tegen hoofdpijn.
- De oude pastorie van de Sint-Quirinuskerk stond aan de overzijde van de straat op de plaats tegenover de huidige pastorij. Ze brandde tweemaal af: in 1606 en in 1687. Het kerkportaal deed daarop dienst als pastoorswoning tot in 1735 toen pastoor Jacobus De Wael het portaal deed afbreken. Hij verhuisde in 1741 naar een nieuwe pastorij in de Walmersumstraat. In 1867 werd de huidige pastorij gebouwd, korter bij de kerk.
- Kapelletjes: In het gehucht van Boeslinter staat de Onze-Liecve-Vrouw van Bijstandkapel die na de Tweede Wereldoorlog werd hersteld. Een kapel op het gehucht IJzeren, bij Tienen, werd in 1606 door een storm verwoest en verder afgebroken: de klok ging naar de kerk van Sint-Margriete-Houtem.
- Naast de Sint-Quirinuskerk bevindt zich een monument ter herdenking van beide Wereldoorlogen met daarop de namen van de gesneuvelde soldaten en burgers.
- Het Kasteel van Bunsbeek
- De Rotelmolen: In Bunsbeek bevindt zich op het riviertje de Velp de Molen van Pamelen of Rotelmolen. Er was hier al rond het jaar 1300 een eerste watermolen, terwijl de huidige inrichting dateert van begin 17e eeuw. Men heeft recentelijk de molen gerestaureerd.[2]
- Het Herdenkingskruis: In 1974 werd Eduard 'Warke' Struyven tijdens een nachtelijke stroperstocht in Bunsbeek doodgeschoten door lokale boswachters. Op de plaats van het tragische gebeuren aan de Ruekenbos staat een herdenkingskruis.

## Natuur en landschap
Bunsbeek ligt op een hoogte van 40-80 meter. In het noorden stroomt de Velp in noordoostelijke richting. Ten noorden van Bunsbeek ligt het natuurgebied Velpevallei.
- Natuurgebied de Paddepoel: in de jaren 1970 kwam in Bunsbeek reactie tegen de rechttrekking van de Velpe. Een lokale actiegroep verzamelde fondsen en kon een klein perceel weideland kopen aan de oever van de rivier om er het kleinste natuurgebied van het land van te maken, de Paddepoel (1,5 ha). Dankzij dit initiatief is de Velpe vrij blijven meanderen door het Bunsbeekse broek. Tijdens de ruilverkaveling Vissenaken-Glabbeek kon dertig jaar later een groot stuk van de vallei rond de Paddepoel worden bijgekocht zodat in 2008 een robuust natuurgebied van bijna 100 ha ontstond. Natuurpunt realiseerde er een groot natuurontwikkelingsproject met de creatie van een doorstroommoeras en het beheer van de soortenrijke graslanden, moerassen, poelen en bosjes. De Paddepoel-Velpevallei is een schoolvoorbeeld van succesvol herstel van de biodiversiteit. De flora van de oude Paddepoel wordt een schatkamer genoemd wegens de unieke plantensoorten en het vernattingsgebied trekt zeldzame vogels aan. De bijgekomen poelen vergroten de leefruimte voor amfibieën.[3]

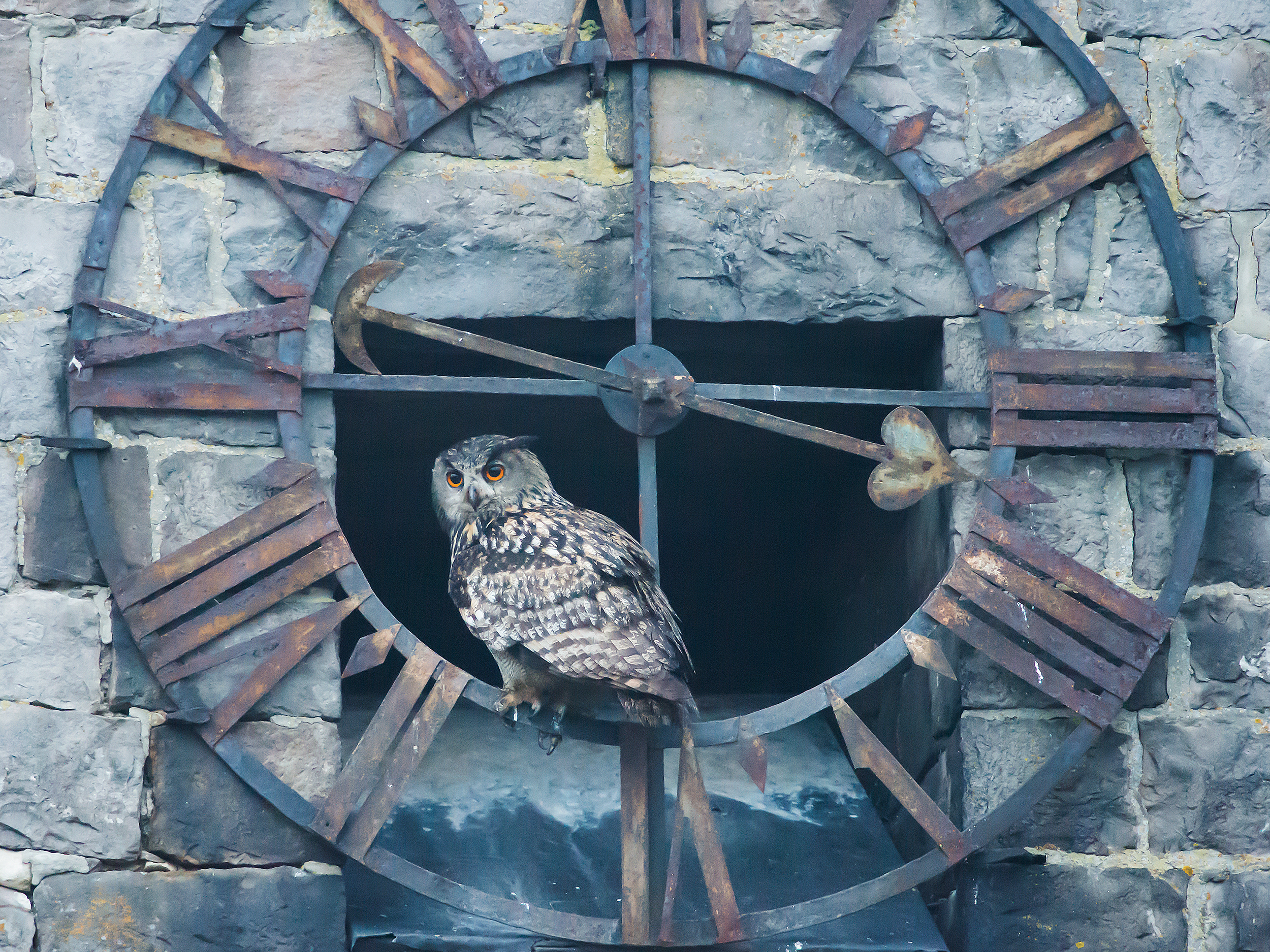
Oehoe bij de kerktoren van Bunsbeek in juni 2016

- In juni 2016 was er een succesvol broedgeval van oehoes in de kerktoren van Bunsbeek. Twee pulli konden worden geringd. Opdringerige vogelspotters joegen het koppel en hun twee jongen echter weg.[4]

## Demografie
De bevolkingsdichtheid bedraagt 173 inwoners per km² en is daarmee de laagste van de vier deelgemeenten van Glabbeek.

## Demografische ontwikkeling
- Bronnen:NIS, Opm:1831 tot en met 1970=volkstellingen; 1976 = inwoneraantal op 31 december

## Cultuur

### Toneel
BOK, oorspronkelijk de ‘Bunsbeekse Ouderkring’ – nu ’Bunsbeekse Ontspanningskring’, werd opgericht in 1977. BOK brengt volwassenentoneel en heeft ook een actieve jeugdafdeling. BOK staat hoog gequoteerd (Uitmuntendheid) bij de provinciale toneeljury en mocht in 2000 de provincie Vlaams-Brabant vertegenwoordigen op het 64e Koninklijk Landjuweel met een voorstelling van August, August, August van Pavel Kohout.

### Uitgaan
- Het jeugdhuis De Kloemp.
- In het parochiecentrum Sint-Quirinus vinden jaarlijks diverse activiteiten plaats.

### Evenementen
- Krinusfeesten: Ieder jaar in mei is er het weekend van de Krinusfeesten in Bunsbeek Dorp, rond de pastorij en het parochiecentrum. Voor die gelegenheid wordt een lokaal bier, de Krinus, gebrouwen.
- Bunsbeek Kermis vond jaarlijks plaats op de eerste zondag van mei, in de Schoolstraat ter hoogte van de voormalige jongensschool van Bunsbeek.
- Steenweg Kermis vindt jaarlijks plaats in oktober, langs de Diestsesteenweg op de terreinen van het voormalige café Het Loze Vissertje. De kermis begint met een fanfareoptocht.

## Economie
In Bunsbeek vindt men een apotheek, een Koerdisch restaurant, een frituur, een bloemenwinkel, een kapsalon, een paardencoach, een schoenwinkel, een tankstation, Brasserie 't Molenhuys, twee meubelmakers, een gordijnenmaker.

## Onderwijs
De Vrije Basisschool Bunsbeek met als koosnaam De Duizendpoot is een fusie van de vroegere gemeentelijke jongensschool en de kleuter-en meisjesschool van de Zusters van Huldenberg. Zij is gevestigd in de Schoolstraat.

### Schoolstrijd 1986-2000
In 1986 kwam pastoor L. Vanderheyden (+ 2014) als voorzitter van de inrichtende macht van de lokale basisschool in conflict met de Bunsbeekse oudervereniging. Pastoor Vanderheyden was gekant tegen inspraak en schafte daarom de erkende en goed functionerende oudervereniging af. De ouders pikten dit niet. De wet garandeerde immers hun recht op vereniging. Zij wisten zich gesteund door de Nationale Confederatie van Ouderverenigingen, door de reglementeringen van het Katholiek Onderwijs en door de toenmalige staatssecretaris voor onderwijs, Pierre Chevalier. Ondanks de druk van de publieke opinie, vanuit het schoolpersoneel en van het bisdom, veranderde L. Vanderheyden zijn houding niet. De spanningen bouwden op, het conflict bleef escaleren. Het bereikte een climax toen de verenigde ouders voor de rechtbank aangeklaagd werden “wegens laster en eerroof” na publicatie van enkele nummers van hun Bokkekrant, met daarin interviews, cartoons en kritische artikels. Onderzoeksrechter R. Decoux pakte de zaak grondig aan en gelastte een uitgebreid onderzoek dat het dorp maandenlang in de ban hield. Alle bestuursleden van de oudervereniging werden door politie-inspecteurs ondervraagd maar ook alle personeelsleden van de school en allerhande getuigen, waaronder de pastoors Vanderheyden en Savonet, bisschoppelijk vicaris J. Peeters en diocesaan hoofdinspecteur pater M. Devriendt, die zich moesten verantwoorden voor de chaos rond “hun” school. Op 10 februari 1990 werden de ouders door de raadkamer van de rechtbank van eerste aanleg te Leuven buiten vervolging gesteld. De klacht was ongegrond. De ouders kregen hun gelijk en het stof kon nu gaan liggen. Vandaag heeft de Duizendpoot, de kleuter- en basisschool van Bunsbeek, een erkende ouderraad met paritaire vertegenwoordiging in de schoolraad volgens de wettelijke bepalingen. Zonder slag of stoot is dat niet gegaan.

## Sport
- Bunsbeek beschikt over een eigen voetbalclub Toekomst Bunsbeek. De oprichting vond plaats in 1955, terwijl de club een jaar later met competitievoetbal begon. Het eerste elftal speelde in het seizoen 2009-2010 competitievoetbal in afdeling 3e provinciale A van de KBVB, maar degradeerde... Toekomst Bunsbeek streeft een goede verhouding met andere clubs na, zo wisselt de club regelmatig jeugdspelers uit met naburige clubs Voorwaarts Tienen en Crossing Vissenaken.
- Toekers Bunsbeek is een bij de Wandelsport Vlaanderen aangesloten wandelclub. De oprichting vond plaats in 1996, als een initiatief afkomstig uit de voetbalclub Toekomst Bunsbeek. De naam verwijst hier ook enigszins naar.

## Afbeeldingen

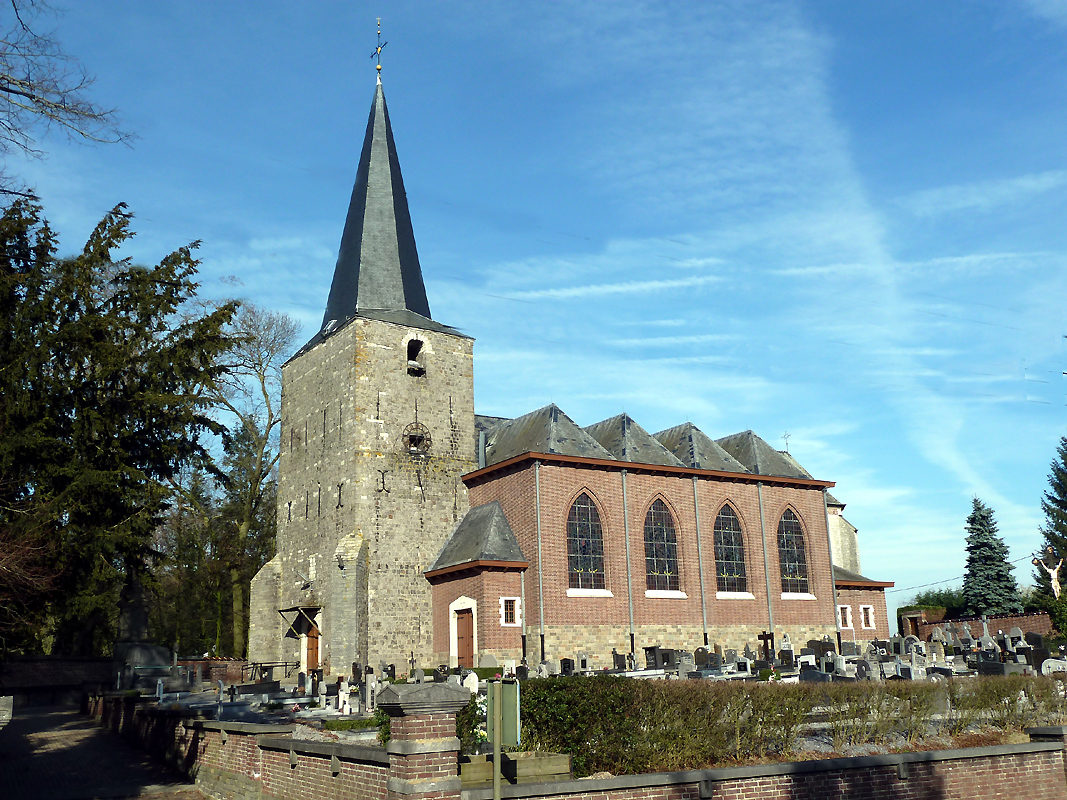
Sint-Quirinuskerk
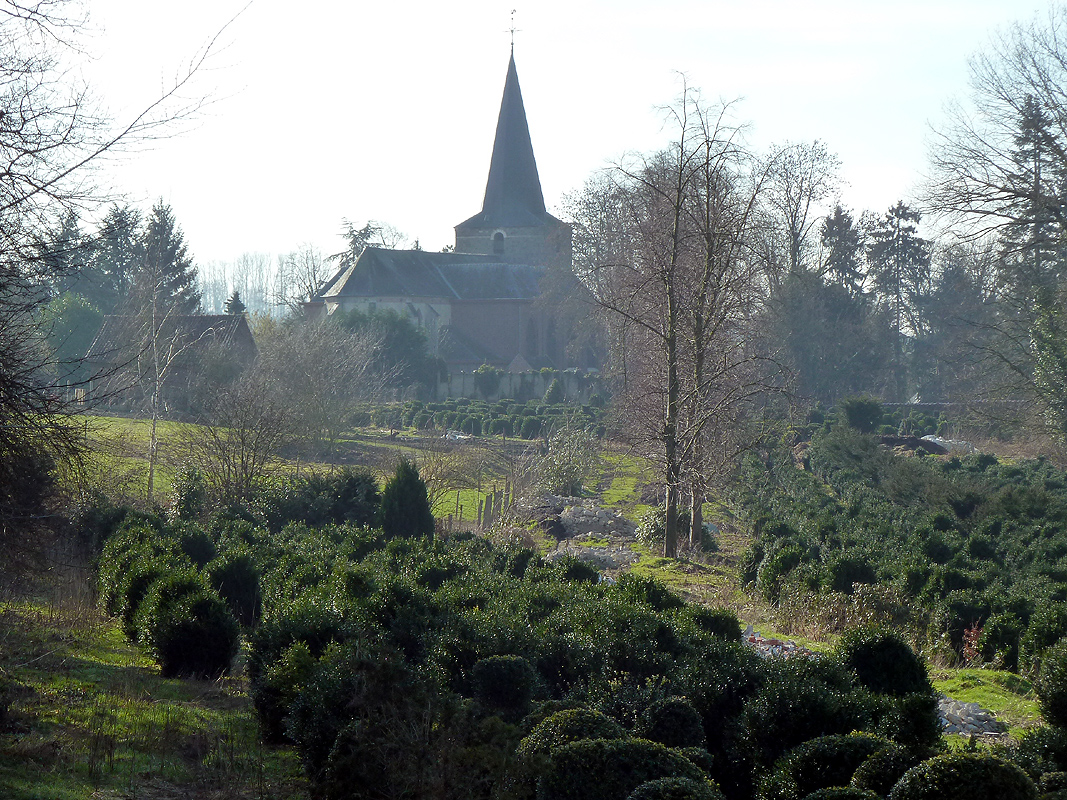
Sint-Quirinus gezien vanuit de noordelijke vallei
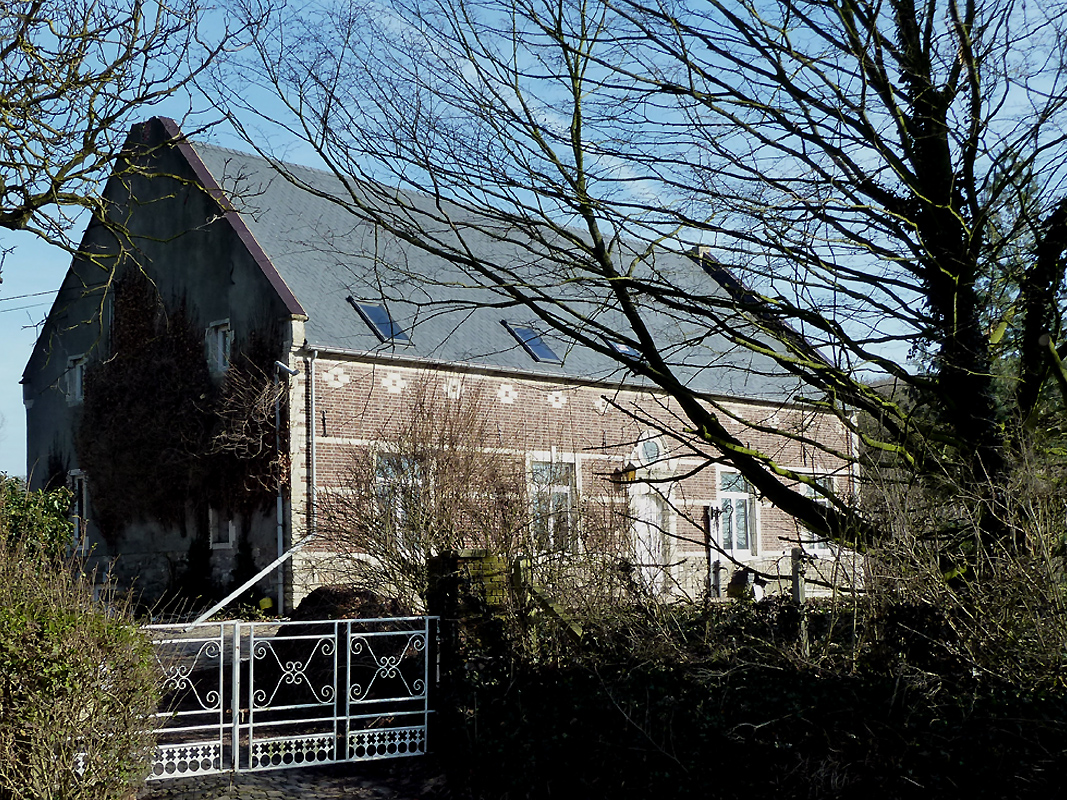
Oude pastorij (1741) in de Walmersumstraat
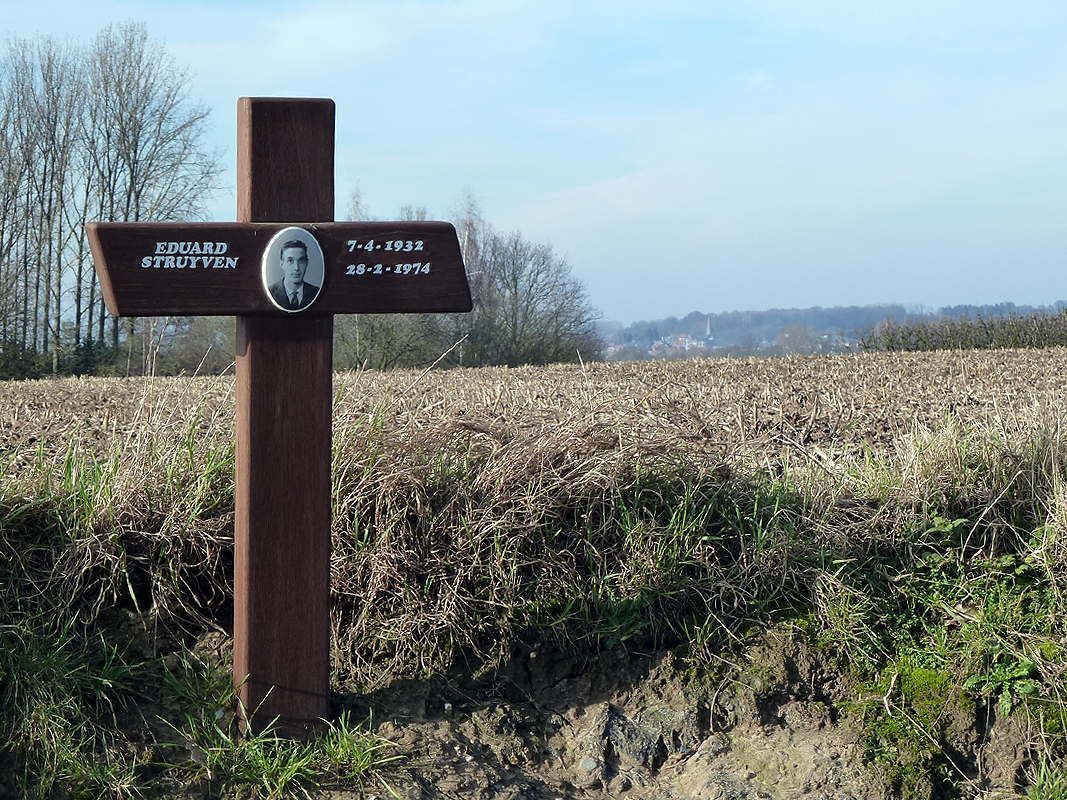
Herdenkingskruis voor Warke Struyven in de Ruekenbos
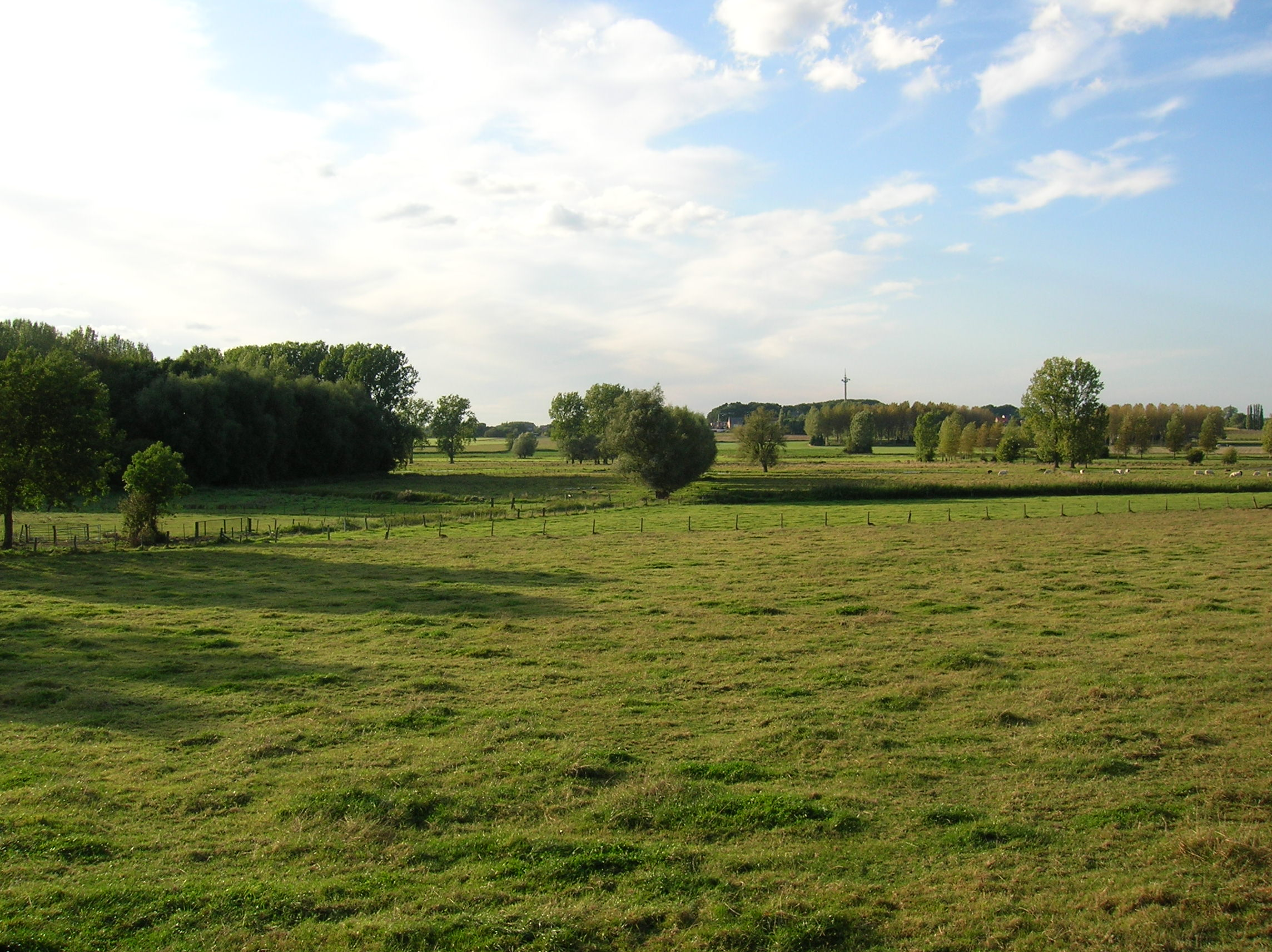
Velpedal bij Bunsbeek
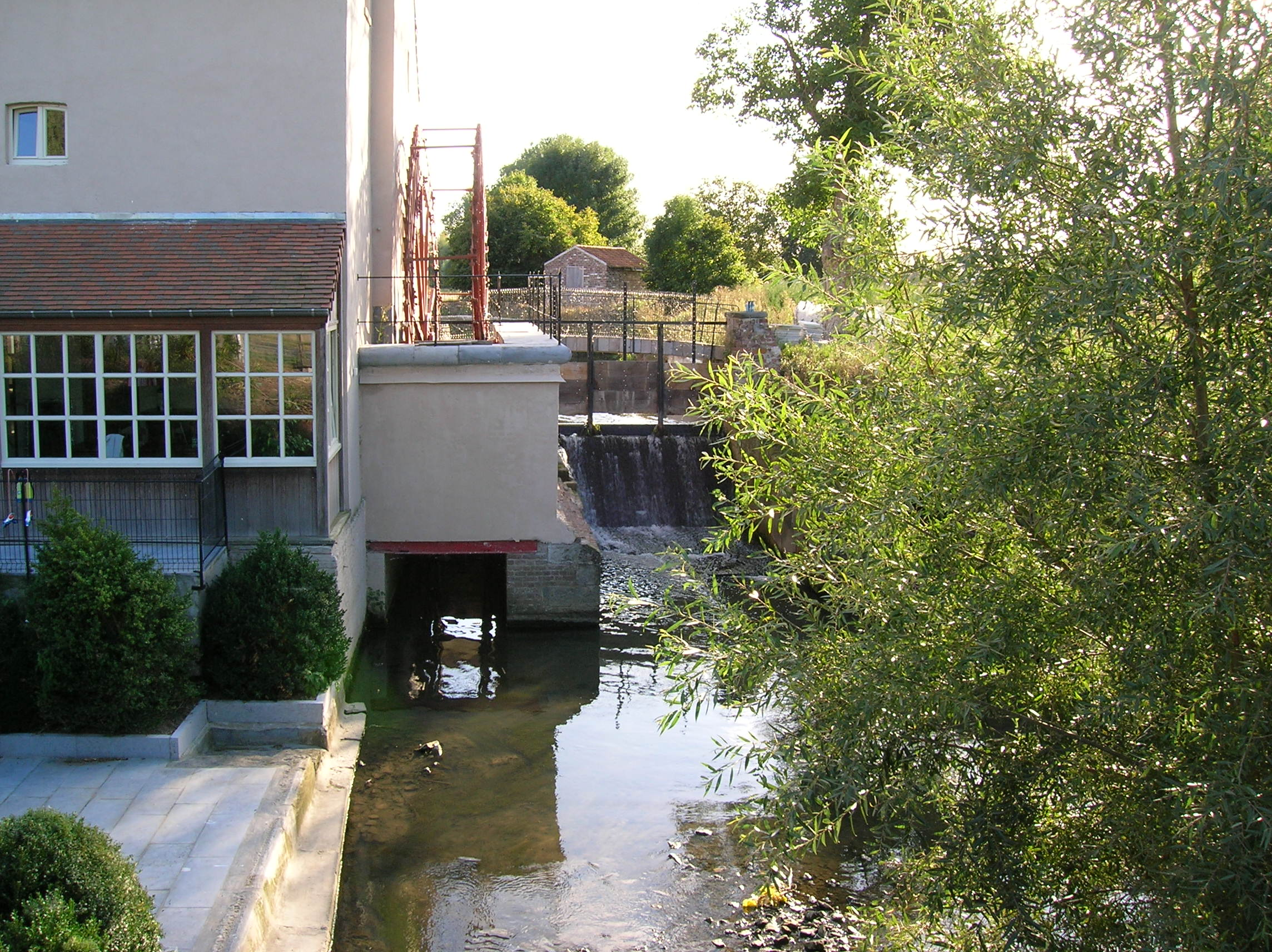
De molen van Pamelen
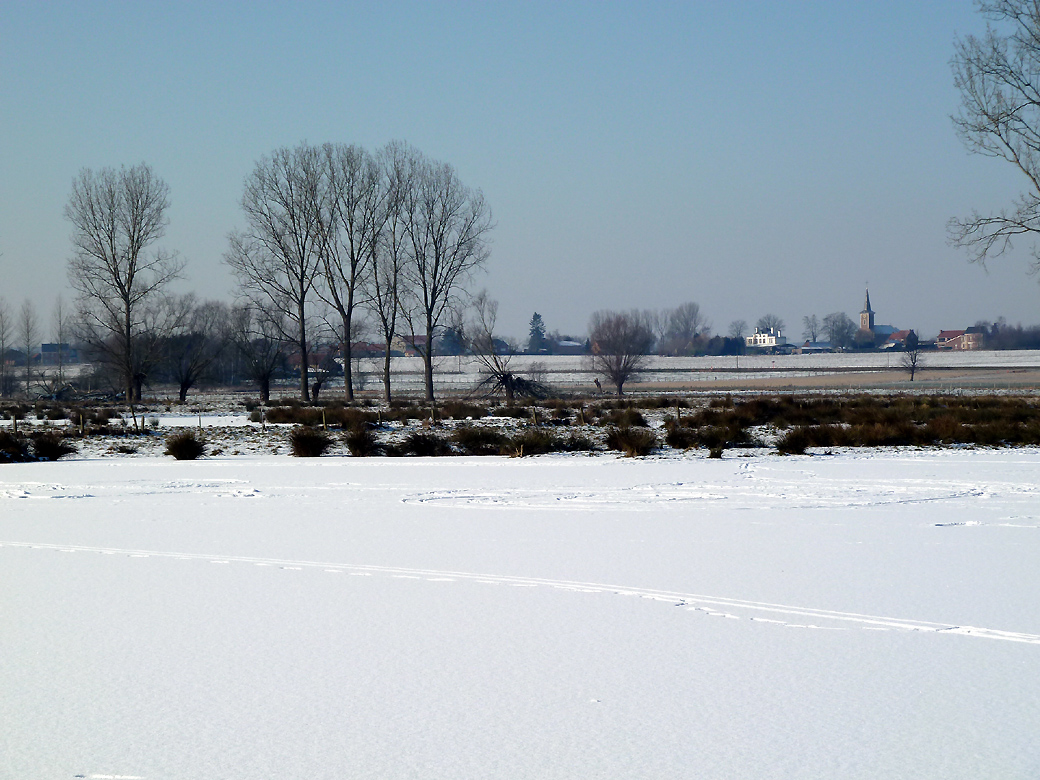
Natuurgebied De Paddepoel (januari 2012)
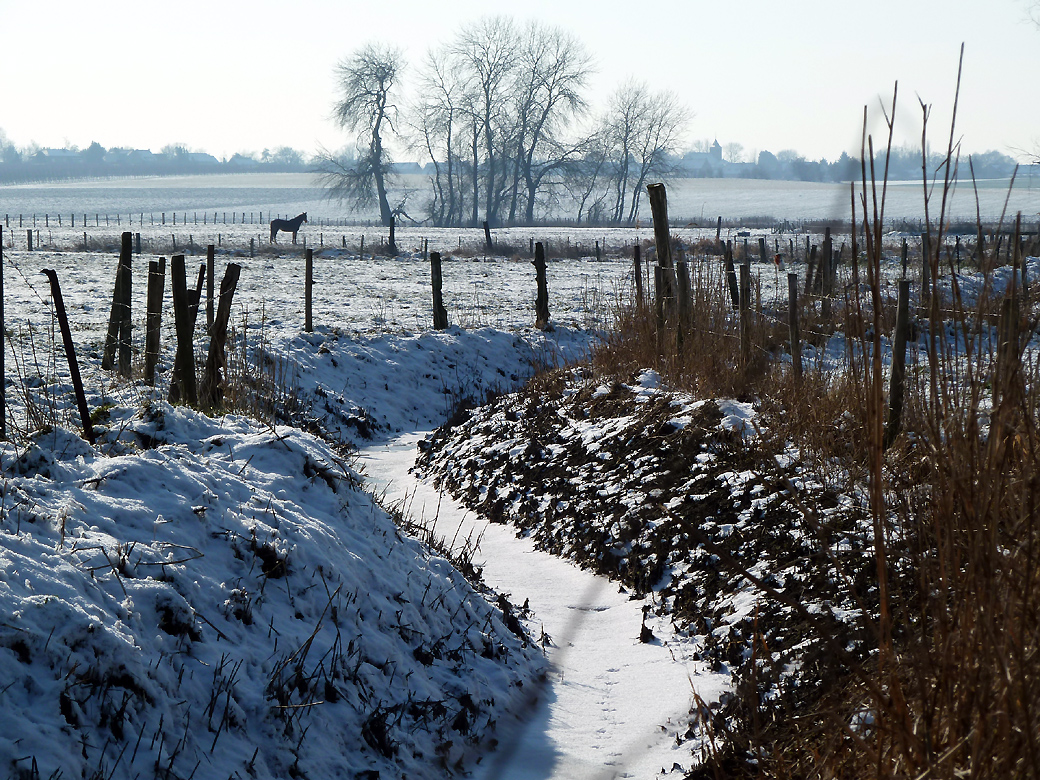
Natuurgebied De Paddepoel (januari 2012)
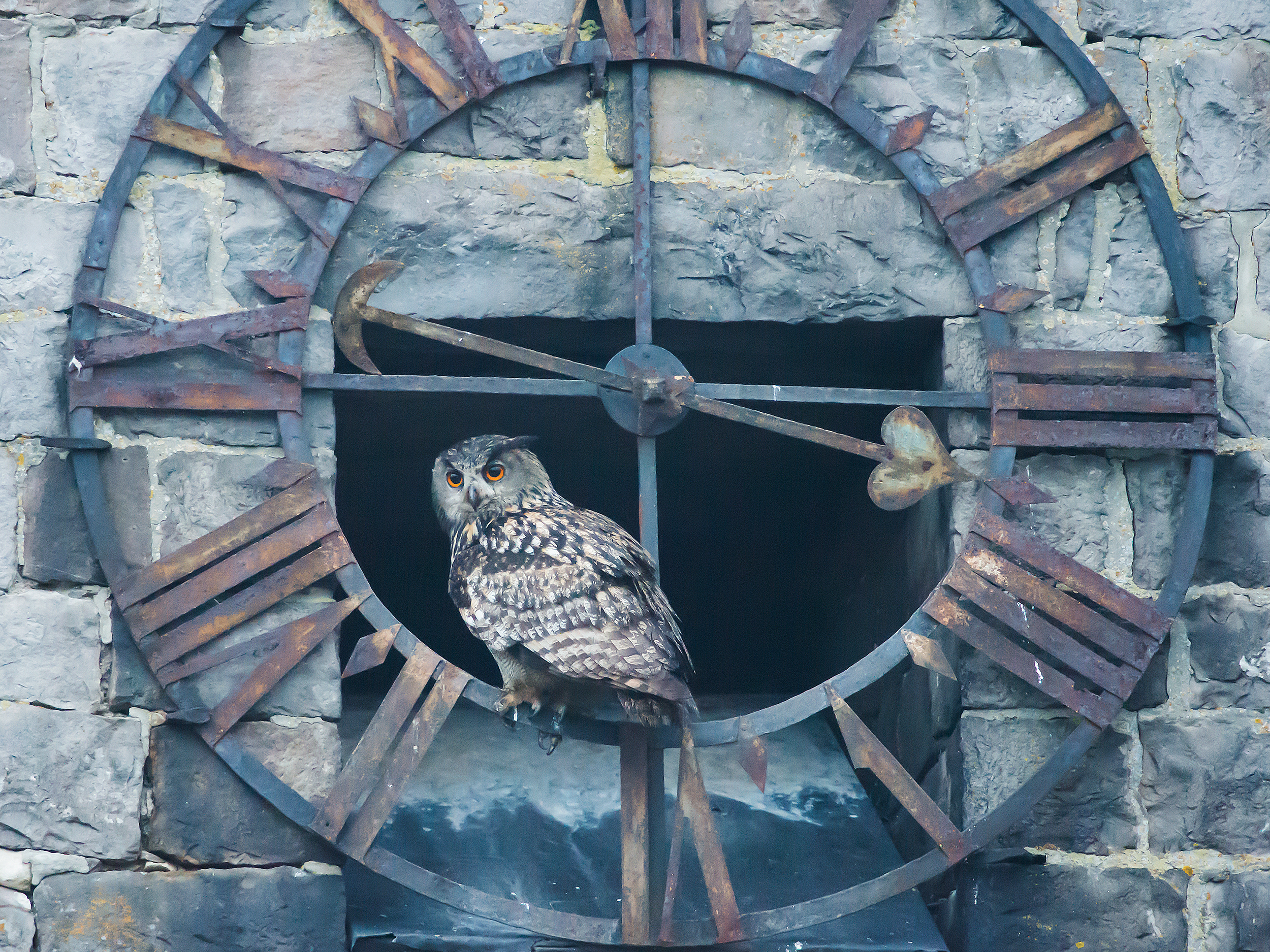
Oehoe met nest in de kerktoren van Bunsbeek (juni 2016)
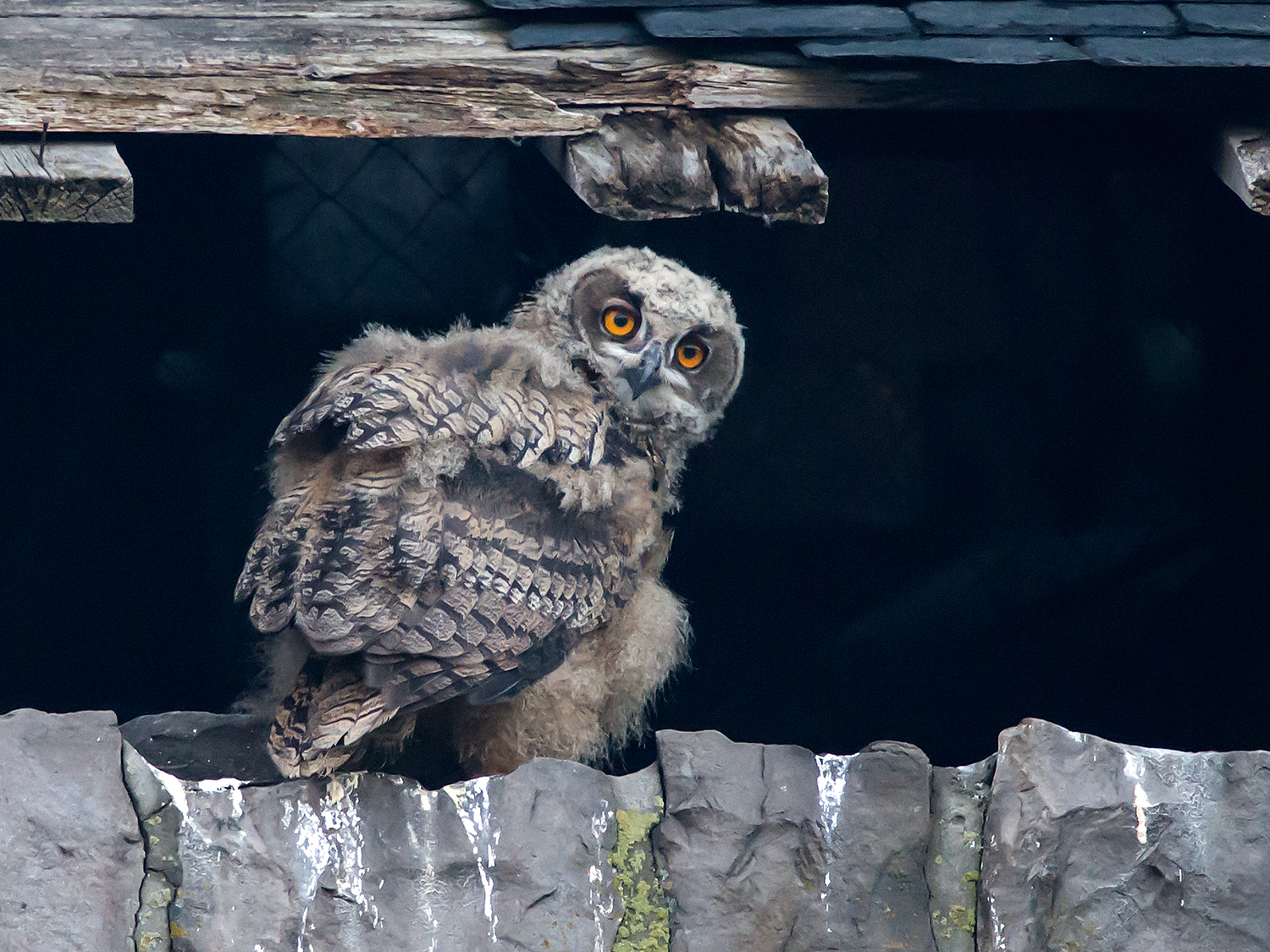
Oehoejong in galmgat (juni 2016)

## Nabijgelegen kernen
Sint-Margriete-Houtem, Sint-Martens-Vissenaken, Glabbeek, Hoeleden, Oplinter